# Saltos ornamentais no Campeonato Mundial de Esportes Aquáticos de 2022 - Plataforma 10 m individual masculino
A prova da plataforma 10 m individual masculino dos saltos ornamentais no Campeonato Mundial de Esportes Aquáticos de 2022 foi realizada nos dias 2 e 3 de julho, em Budapeste, na Hungria. 

## Calendário
Horário local (UTC+2).
| Fase              | Data       | Hora  |
| ----------------- | ---------- | ----- |
| Rodada preliminar | 2 de julho | 10:00 |
| Semifinal         | 2 de julho | 16:00 |
| Final             | 3 de julho | 17:00 |

## Medalhistas
| Ouro            | Prata              | Bronze         |
| Yang Jian (CHN) | Rikuto Tamai (JPN) | Yang Hao (CHN) |

## Resultados
| Medalha de ouro   | Yang Jian             | China          | 495.65 | 1  | 503.85        | 2             | 515.55        | 1             |               |               |
| Medalha de prata  | Rikuto Tamai          | Japão          | 455.50 | 3  | 471.95        | 3             | 488.00        | 2             |               |               |
| Medalha de bronze | Yang Hao              | China          | 468.20 | 2  | 520.30        | 1             | 485.45        | 3             |               |               |
| 4                 | Cassiel Rousseau      | Austrália      | 424.85 | 6  | 442.90        | 6             | 481.15        | 4             |               |               |
| 5                 | Noah Williams         | Reino Unido    | 405.00 | 9  | 430.05        | 7             | 479.05        | 5             |               |               |
| 6                 | Oleksiy Sereda        | Ucrânia        | 437.55 | 4  | 458.80        | 4             | 477.45        | 6             |               |               |
| 7                 | Nathan Zsombor-Murray | Canadá         | 400.25 | 10 | 421.50        | 8             | 446.55        | 7             |               |               |
| 8                 | Matty Lee             | Reino Unido    | 410.30 | 8  | 448.40        | 5             | 426.15        | 8             |               |               |
| 9                 | Rylan Wiens           | Canadá         | 415.15 | 7  | 419.25        | 9             | 416.20        | 9             |               |               |
| 10                | Sam Fricker           | Austrália      | 373.45 | 13 | 418.25        | 10            | 391.15        | 10            |               |               |
| 11                | Josh Hedberg          | Estados Unidos | 429.15 | 5  | 388.60        | 11            | 375.10        | 11            |               |               |
| 12                | Shu Ohkubo            | Japão          | 381.10 | 12 | 373.75        | 12            | 370.25        | 12            |               |               |
| 13                | Zachary Cooper        | Estados Unidos | 382.45 | 11 | 373.05        | 13            | Não avançaram | Não avançaram | Não avançaram | Não avançaram |
| 14                | Timo Barthel          | Alemanha       | 365.30 | 17 | 366.20        | 14            | Não avançaram | Não avançaram | Não avançaram | Não avançaram |
| 15                | Isaac Souza           | Brasil         | 356.30 | 18 | 365.20        | 15            | Não avançaram | Não avançaram | Não avançaram | Não avançaram |
| 16                | Carlos Ramos          | Cuba           | 372.20 | 15 | 359.30        | 16            | Não avançaram | Não avançaram | Não avançaram | Não avançaram |
| 17                | Luis Cañabate         | Cuba           | 372.45 | 14 | 353.95        | 17            | Não avançaram | Não avançaram | Não avançaram | Não avançaram |
| 18                | Andreas Larsen        | Itália         | 369.70 | 16 | 296.05        | 18            | Não avançaram | Não avançaram | Não avançaram | Não avançaram |
| 19                | Jellson Jabillin      | Malásia        | 353.10 | 19 | Não avançaram | Não avançaram | Não avançaram | Não avançaram |               |               |
| 20                | Kawan Pereira         | Brasil         | 350.50 | 20 | Não avançaram | Não avançaram | Não avançaram | Não avançaram |               |               |
| 21                | Constantin Popovici   | Roménia        | 345.10 | 21 | Não avançaram | Não avançaram | Não avançaram | Não avançaram |               |               |
| 22                | Leonardo García       | Colômbia       | 336.60 | 22 | Não avançaram | Não avançaram | Não avançaram | Não avançaram |               |               |
| 23                | Athanasios Tsirikos   | Grécia         | 333.70 | 23 | Não avançaram | Não avançaram | Não avançaram | Não avançaram |               |               |
| 24                | Robert Łukaszewicz    | Polónia        | 332.10 | 24 | Não avançaram | Não avançaram | Não avançaram | Não avançaram |               |               |
| 25                | Emanuel Vázquez       | Porto Rico     | 329.05 | 25 | Não avançaram | Não avançaram | Não avançaram | Não avançaram |               |               |
| 26                | Yevhen Naumenko       | Ucrânia        | 326.25 | 26 | Não avançaram | Não avançaram | Não avançaram | Não avançaram |               |               |
| 27                | Jaden Eikermann       | Alemanha       | 325.20 | 27 | Não avançaram | Não avançaram | Não avançaram | Não avançaram |               |               |
| 28                | Hanis Jaya Surya      | Malásia        | 317.80 | 28 | Não avançaram | Não avançaram | Não avançaram | Não avançaram |               |               |
| 29                | Jesús González        | Venezuela      | 310.00 | 29 | Não avançaram | Não avançaram | Não avançaram | Não avançaram |               |               |
| 30                | Mohamed Farouk        | Egito          | 307.55 | 30 | Não avançaram | Não avançaram | Não avançaram | Não avançaram |               |               |
| 31                | Luke Sipkes           | Nova Zelândia  | 303.00 | 31 | Não avançaram | Não avançaram | Não avançaram | Não avançaram |               |               |
| 32                | Anton Knoll           | Áustria        | 301.10 | 32 | Não avançaram | Não avançaram | Não avançaram | Não avançaram |               |               |
| 33                | Vladimir Harutyunyan  | Armênia        | 288.55 | 33 | Não avançaram | Não avançaram | Não avançaram | Não avançaram |               |               |
| 34                | Tonantzin Fernández   | México         | 288.45 | 34 | Não avançaram | Não avançaram | Não avançaram | Não avançaram |               |               |
| 35                | Nathan Brown          | Nova Zelândia  | 282.60 | 35 | Não avançaram | Não avançaram | Não avançaram | Não avançaram |               |               |
| 36                | Siddharth Bajrang     | Índia          | 281.95 | 36 | Não avançaram | Não avançaram | Não avançaram | Não avançaram |               |               |
| 37                | Eduard Timbretti      | Itália         | 279.85 | 37 | Não avançaram | Não avançaram | Não avançaram | Não avançaram |               |               |
| 38                | Ahmad Qali            | Kuwait         | 276.70 | 38 | Não avançaram | Não avançaram | Não avançaram | Não avançaram |               |               |
| 39                | Ramez Sobhy           | Egito          | 255.05 | 39 | Não avançaram | Não avançaram | Não avançaram | Não avançaram |               |               |